# Cryptoerithus stuart
Cryptoerithus stuart is een spinnensoort in de taxonomische indeling van de Prodidomidae.
Het dier behoort tot het geslacht Cryptoerithus. De wetenschappelijke naam van de soort werd voor het eerst geldig gepubliceerd in 2006 door Norman I. Platnick & Barbara Baehr.